# 그라시아 퀘레헤타

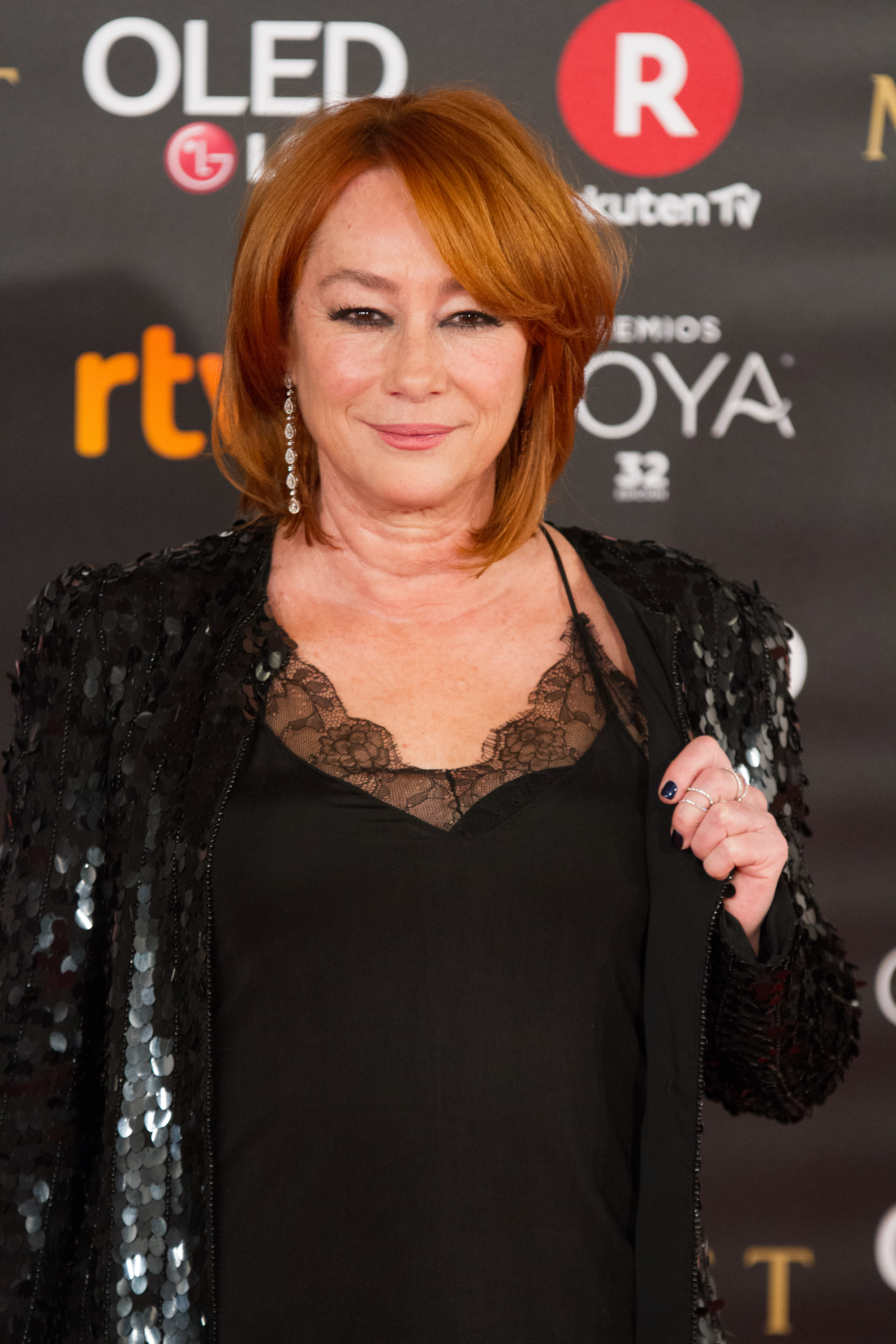

그라시아 퀘레헤타(Gracia Querejeta Marín, 1962년 8월 13일 ~ )는 스페인의 영화 감독, 각본가이다.
마드리드에서 태어났다.

## 영화
- 크라임 웨이브 (2018년)
- 해피 140 (2015년)
- 코델리아스 (2014년)
- 15 이어스 앤 원 데이 (2013년)
- 일곱 대의 당구대 (2007년)
- 헥터 (2004년)
- 바이 마이 사이드 어게인 (1999년)
- 어 패싱 시즌 (1992년)
- 왓 맥스 세드 (1978년)